# Дыренков, Николай Иванович
Никола́й Ива́нович Дыренко́в (12 апреля 1898, Мологский уезд, Ярославская губерния — 9 декабря 1937, Коммунарка) — советский разработчик бронетехники, автор около 50 проектов разной степени завершённости.

## Биография
Родился 12 апреля 1893 года в семье крестьянина деревни Малая Режа Шуморовского прихода Веретейской волости Ярославской губернии.
Получил начальное образование техника в Рыбинске, где его отец работал в лютеранской кирхе: в 1908 году окончил второе приходское начальное училище, в 1910 году — первый класс Карякинского училища, в 1914 году — ремесленную школу при механико-техническом училище М. Е. Комарова.
В годы революции оказался в Петрограде, где оценили его технические познания и назначили исполняющим обязанности начальника воздушной обороны Петрограда. В 1918 году занимался созданием Рыбинского совета народного хозяйства, стал его управляющим. В середине апреля 1918 года выезжал в Москву, где выступил с отчётом в Высшем Совете Народного Хозяйства.
После переезда из Рыбинска принял должность инженера на Ижорском заводе.
Свою короткую карьеру начал в 1927 году, предложив построить по своим чертежам «бронированный автовагон» с двигателем внутреннего сгорания.
В 1929—1932 годах руководил Опытно-конструкторским и испытательным бюро Управления механизации и моторизации РККА (расположение до 1931 года — Ижорский завод в Ленинграде, с 1931 года — Московский железнодорожный ремонтный завод (Можерез) в Москве). В декабре 1932 года назначен заместителем директора и начальником отдела механизации и моторизации НАТИ.
Разработал несколько бронеавтомобилей (Д-8, Д-12), марку брони «Д» и ряд «танков Дыренкова». Танк Д-4 был изготовлен в металле, но не запущен в серийное производство по причине ошибок конструктора и слишком усложнённого механизма управления. Н. И. Дыренков занимался также многими иными не доведёнными до конца проектами — от химических машин и броневагонов до бронированных тракторов.
Арестован 13 октября 1937 года. Приговорён ВКВС СССР 9 декабря 1937 года по обвинению «участие в диверсионно-террористической организации». В этот же день расстрелян на полигоне «Коммунарка» (Московская область), где и захоронен.
Реабилитирован ВКВС СССР в декабре 1956 года.

### Семья
Дочь — Ирина, была замужем за доктором геолого-минералогических наук Ф. И. Вольфсоном.

## Проекты
За период работы в Опытно-конструкторском и испытательным бюро УММ под его руководством было создано более 50 моделей гусеничной бронетехники, броневагонов и прочей техники.
Под руководством Н. И. Дыренкова были разработаны следующие виды бронетехники:
- Железнодорожные самоходные бронированные машины:
  - Мотоброневагон Д-2 (построено 30 единиц);
  - бронедрезина Д-37 (построена одна).
- Средние танки:
  - Д-4 (1931) — изготовлен один опытный образец;
  - Д-5 (1932) — изготовлен только макет.
- Танкетки:
  - Д-7;
  - Д-44.
- Лёгкие бронеавтомобили:
  - Д-8 (1931) на базе автомобиля Форд-А — выпускался серийно на Ижорском заводе (построено 28);
  - Д-12 (1931) на базе автомобиля Форд-А, отличался от Д-8 вооружением и незначительно конструкцией корпуса (построено 34). На его основе серийно выпущен бронеавтомобиль ФАИ.
- Средние бронеавтомобили:
  - Д-9 (построен один);
  - Д-13 (1931) на базе автомобиля Форд-Тимкен (построено 13).
- Лёгкие танки:
  - Д-10 (1931) на базе гусеничного трактора «Коммунар 9 ГУ» — изготовлен один опытный образец;
  - Д-11 (1931) на базе гусеничного трактора «Катерпиллер-60» — изготовлен один опытный образец;
  - Принимал участие в разработке корпуса для лёгкого танка Т-20 (1930).
- Бронированный десантный танк Д-14 (1931) — изготовлен один опытный образец.
- Химический танк (танк химического нападения) Д-15 (1931) — изготовлен один опытный образец, который даже не испытывался.
- Модернизированный танк БТ (Д-38).
- Колёсная боевая химическая машина Д-39.

## Комментарии
1. ↑  Деревня Малая Режа[1], входившая в Веретейскую волость Мологского уезда[2], с созданием Рыбинского водохранилища утрачена, территория ныне относится к Глебовскому сельскому поселению в Рыбинском районе, Ярославская область[3].